# Louise Labèque
Pour les articles homonymes, voir Labèque.
Louise Labèque, née le 13 avril 2003, est une actrice française,,,.
Elle a été révélée dans le film Zombi Child de Bertrand Bonello, sorti en 2019,. En 2022, elle interprète le rôle principal du film Coma de Bertrand Bonello.

## Biographie
Louise Labèque suit les Cours Florent pendant 3 ans. Un jour des agents sont passés pendant le cours et l'un d'entre eux a donné une carte pour elle pour passer un casting.
En 2018, Louise Labèque a fait ses débuts au cinéma dans Roulez jeunesse, le premier long-métrage du réalisateur Julien Guetta. La même année, elle apparaît dans la comédie dramatique Au bout des doigts de Ludovic Bernard,.
En 2019, elle a joué Fanny, l'un des rôles principaux dans le film fantastique Zombi Child de Bertrand Bonello,,. Pour sa performance dans le film, elle figurait dans la liste des jeunes actrices présélectionnés pour concourir pour le César du meilleur espoir féminin.
En 2021 et 2022, elle a joué le rôle de Lisa Dayan dans la série télévisée En thérapie, crée par Éric Toledano et Olivier Nakache.
En 2022, elle a obtenu le rôle principal dans Coma de Bertrand Bonello, un film hybride de prise de vues réelles et d'animation où elle joue le rôle d'une jeune fille qui navigue entre rêves et réalité, jusqu'à ce qu'elle se mette à suivre une inquiétante et mystérieuse YouTubeuse nommée Patricia Coma. La même année, elle a joué le rôle de Caroline dans la comédie dramatique Annie colère de Blandine Lenoir
En 2023, elle incarne Camille, une des filles du personnage-titre joué par Camille Cottin dans la comédie dramatique Toni, en famille de Nathan Ambrosioni.

## Filmographie

### Cinéma
- 2018 : Roulez jeunesse de Julien Guetta : Tina Dalmerac[3]
- 2018 : Au bout des doigts de Ludovic Bernard : Marion Malinski[3]
- 2019 : Zombi Child de Bertrand Bonello : Fanny[3]
- 2022 : Coma de Bertrand Bonello : Jeune fille[17]
- 2022 : Annie colère de Blandine Lenoir : Caroline[18]
- 2023 : Toni, en famille de Nathan Ambrosioni : Camille[19]

- Quelqu’un qui m’aimera toujours de Nathalie Lenoir[20]

### Télévision
- 2021-2022 : En thérapie crée par Éric Toledano et Olivier Nakache : Lisa Dayan; épisodes Alain - Jeudi 28 mai 2020, 20 h ; Mohammed Chibane - Lundi 4 janvier 2016, 10h ; Ariane - Lundi 21 décembre 2015, 9h et Camille - Mercredi 25 novembre 2015, 11h[16],[21].
- 2024 : Nudes (série télévisée) sur Amazon Prime Video : Sarah Dulac (épisodes 1, 2, 3, 4)
- 2025 : Carême de Martin Bourboulon (Apple TV+) : Marie-Thérèse de Bourbon

### Courts métrages
- 2021 : Le Têtard de Nathalie Lenoir : Jessie [22],[23],[8]
- 2023 : Petite reine de Julien Guetta : Léna [24]

## Distinctions

### Récompense
- 2022 : Vertigo Film Fest 2022 : Prix de la meilleure interprétation pour Le Têtard[25]

### Nominations
- 2021 : Festival Jean-Carmet 2021 : Meilleur jeune espoir féminin pour Le Têtard[26],[8]
- 2022 : Festival Jean-Carmet 2022 : Meilleur second rôle féminin pour Annie colère[27]
- 2024 : Festival Jean-Carmet 2024 : Meilleur jeune espoir féminin pour Petite reine[28]